# (5430) Luu
(5430) Luu ist ein Hauptgürtelasteroid, der am 12. Mai 1988 von Carolyn Shoemaker am Palomar-Observatorium entdeckt wurde.
Er wurde am 1. Juli 1996 zu Ehren der Astronomin Jane Luu benannt.